# Holomelina polyphron
Holomelina polyphron là một loài bướm đêm thuộc phân họ Arctiinae, họ Erebidae.